# Nada
Nada je osjećaj očekivanja pozitivnog ishoda neke situacije. Situacija obično može biti vezana za događaje u sadašnjosti, ali više budućnosti. 
Nada može biti iskrena, ali i lažna. Mnoga očekivanja koja su nerealna nazivamo lažnim nadama. Nada je dakle subjektivni osjećaj čiji ishod može biti pozitivan ili negativan.
Neki citati
- "Nada umire posljednja" - nepoznat autor